# ویکتور بیکوف
ویکتور بیکوف (روسی: Виктор Николаевич Быков؛ زادهٔ ۱۹ فوریهٔ ۱۹۴۵) ورزشکار دوچرخه‌سواری پیست اهل اتحاد جماهیر سوسیالیستی شوروی است.
وی در مسابقات کشوری و بین‌المللی در مجموع برندهٔ ۲ مدال طلا، ۳ مدال برنز شده‌است.